# Greystoke: Legenden om Tarzan, apornas konung
Greystoke: Legenden om Tarzan, apornas konung (eng: Greystoke: The Legend of Tarzan, Lord of the Apes) är en brittisk äventyrsfilm från 1984, i regi av Hugh Hudson. Filmen är baserad på Edgar Rice Burroughs roman Tarzan, apornas son från 1912. I huvudrollerna ses Christopher Lambert och Andie MacDowell och bland övriga roller märks Ralph Richardson (i sin sista film), Ian Holm, James Fox, Cheryl Campbell och Ian Charleson.

## Rollista i urval
- Christopher Lambert – John Clayton / Tarzan, apornas konung
- Ralph Richardson – The 6th Earl of Greystoke
- Ian Holm – Kapten Philippe d'Arnot
- James Fox – Lord Charles Esker
- Andie MacDowell – Jane Porter
- Glenn Close – Jane Porter (röst)
- Cheryl Campbell – Lady Alice Clayton of Greystoke
- Ian Charleson – Jeffson Brown
- Nigel Davenport – Major Jack Downing
- Nicholas Farrell – Sir Hugh Belcher
- Paul Geoffrey – John "Jack" Clayton, Viscount of Greystoke
- Richard Griffiths – Kapten Billings
- Hilton McRae – Willy
- David Suchet – Buller

## Galleri

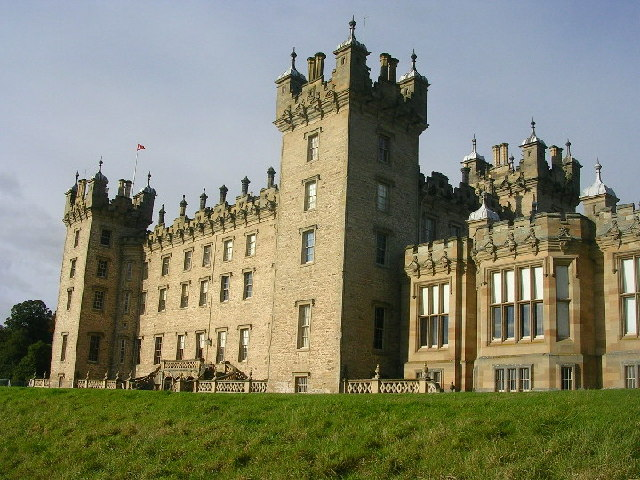
Floors Castle i Kelso
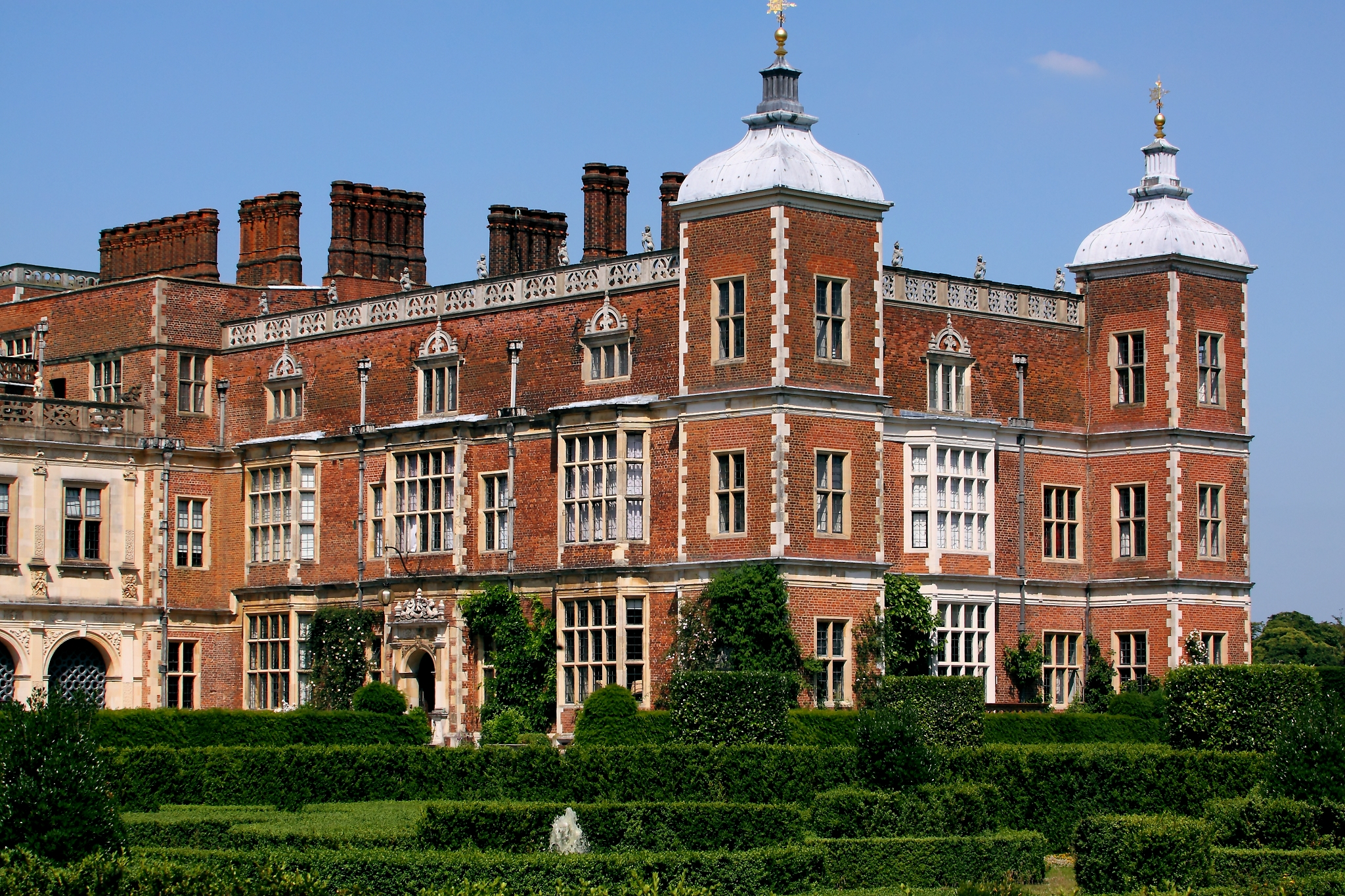
Hatfield House i Hertfordshire
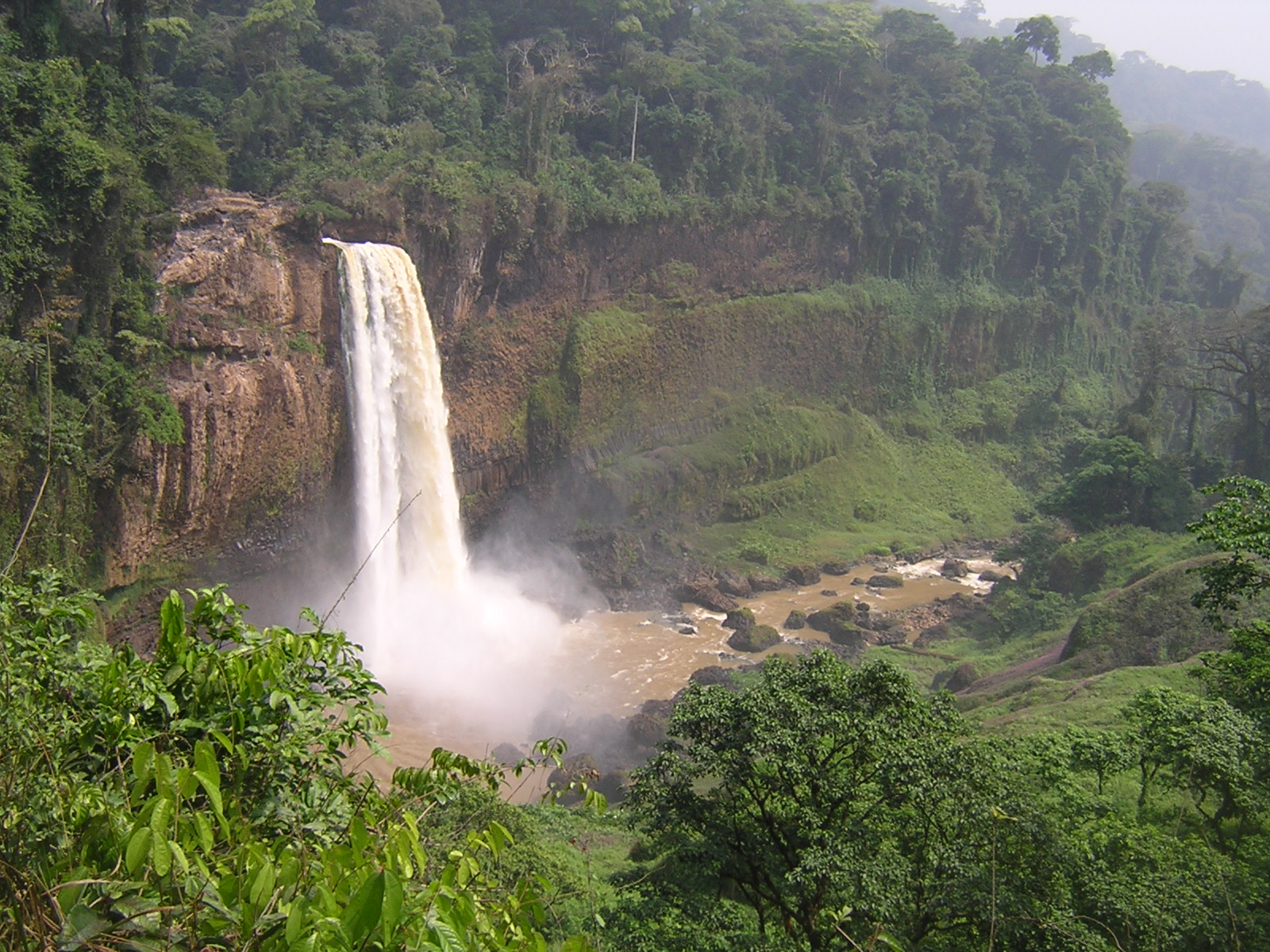
Ekomfallen i Kamerun